# 2008년 롯데 자이언츠 시즌
2008년 롯데 자이언츠 시즌은 롯데 자이언츠가 KBO 리그에 참가한 27번째 시즌이다. 제리 로이스터 감독이 팀을 이끈 첫 시즌으로, 정수근이 주장을 맡았으며, 부재 시 조성환이 임시 주장을 맡았다. 팀은 두산 베어스에 1경기 차로 밀렸지만 8팀 중 정규시즌 3위에 올라 8년만에 포스트시즌에 진출했다. 그러나 큰 경기 경험 부족 탓인지 준플레이오프에서 삼성 라이온즈에게 3전 3패로 스윕을 당하며 탈락했다. 이후 두산 베어스가 플레이오프에서 삼성 라이온즈를 이긴 덕에 롯데 자이언츠의 최종 순위는 3위로 확정되었는데 시즌 초 마무리로 뛴 임경완이 잦은 위기와 블론 세이브로 코칭스태프와 팬들을 안타깝게 만들더니 준플레이오프 엔트리에서 제외된다 정수근이 음주 폭행 사건을 일으켜 KBO 상벌위원회로부터 '무기한 출장정지' 처분을 받아 준플레이오프 엔트리에 들지 못한 것이 컸다.

## 타이틀
- 베이징 올림픽 금메달: 강민호, 이대호, 송승준
- 베이징 올림픽 대륙별 플레이오프 2위: 손민한, 이대호, 김주찬
- KBO 골든글러브: 강민호 (포수), 조성환 (2루수), 박기혁 (유격수), 가르시아 (외야수)
- KBO 골든포토상: 강민호
- 일구상 의지노력상: 조성환
- 제일화재 프로야구대상 프런트상: 롯데 자이언츠 프런트
- 스포츠토토 올해의 재기상: 조성환
- 스포츠토토 올해의 특별상: 로이스터
- 스포츠토토 올해의 프런트상: 롯데 자이언츠 마케팅팀
- 스포츠토토 올해의 코치상: 김무관
- 한국갤럽 선정 가장 좋아하는 야구 구단: 롯데 자이언츠
- 삼성 PAVV 스포츠조선 프로야구 테마랭킹 포지션별 베스트: 강민호 (포수), 조성환 (2루수), 이대호 (3루수), 가르시아 (외야수 1위)
- 포브스 구단가치 평가 1위: 롯데 자이언츠 (1102억)
- 스포츠조선 선정 야구 대표팀 포지션별 베스트9: 이대호 (지명타자)
- 스포츠조선 선정 WBC 1차 후보선수 최강멤버: 이대호 (지명타자)
- 고대신문 선정 고려대학교 역대 올스타: 손민한 (투수), 마해영 (1루수)
- 올스타 선발: 손민한 (투수), 강민호 (포수), 박현승 (1루수), 조성환 (2루수), 박기혁 (유격수), 이대호 (3루수), 가르시아 (외야수), 김주찬 (외야수), 마해영 (지명타자)
- 미스터올스타: 이대호
- 컴투스프로야구 내일은 국가대표 라인업: 강민호 (포수), 이대호 (3루수)
- 컴투스프로야구 선정 해설위원 전성기 라인업: 조성환
- 3루타: 김주찬 (7)
- 타점: 가르시아 (111)
- 사구: 이대호 (18)
- 고의4구: 가르시아 (6)
- 완투: 장원준 (4)
- 퀄리티 스타트: 손민한 (21)
- 땅볼 유도: 손민한 (250)
- 어시스트: 박기혁 (383)
- 병살 처리: 조성환 (108)
- 도루 저지: 강민호 (46)
- 선발 GSC: 송승준 (4월 6일 LG전, 90)

### 퓨처스리그
- 퓨처스 올스타: 이상화, 이승재, 전준우, 오장훈
- 퓨처스 올스타전 MVP: 전준우
- 출장(타자): 전준우 (87)
- 타율: 이인구 (0.361)
- 출루율: 이인구 (0.455)
- 남부리그 장타율: 이인구 (0.564)
- 남부리그 OPS: 이인구 (1.019)
- 남부리그 득점: 전준우 (51)
- 남부리그 안타: 전준우 (88)
- 남부리그 1루타: 전준우 (65)
- 남부리그 2루타: 박종윤, 이인구 (18)
- 남부리그 도루: 전준우 (21)
- 남부리그 고의4구: 이인구, 전준우 (2)
- 남부리그 사구: 김민성, 이인구 (6)
- 남부리그 희생타: 김민성 (10)
- 남부리그 희생플라이: 최길성 (7)
- 남부리그 선발등판: 김유신 (17)
- 남부리그 다승: 허준혁 (9)
- 구원승: 김영수 (8)
- 남부리그 세이브: 양성제 (6)
- 남부리그 홀드: 김영수 (7)
- 평균자책점: 김휘곤 (2.07)

## 선수단
- 선발투수: 손민한, 장원준, 송승준, 이용훈, 조정훈, 매클레리, 김휘곤
- 구원투수: 강영식, 김일엽, 배장호, 김사율, 염종석, 김이슬, 김유신, 최대성, 김영수
- 마무리투수: 최향남, 임경완, 코르테스, 나승현, 허준혁
- 포수: 강민호, 최기문, 이동훈
- 1루수: 박종윤, 박현승
- 2루수: 조성환, 박준서
- 유격수: 박기혁, 이원석, 김민성
- 3루수: 이대호
- 좌익수: 정수근, 김문호
- 중견수: 김주찬, 이인구, 최만호, 이우민
- 우익수: 가르시아, 손아섭
- 지명타자: 정보명, 서정호, 전준우, 마해영

## 여담
- 가르시아는 KBO 리그 외국인 선수 역대 최초로 올스타전 팬투표 전체 1위에 올랐다.
- 정수근은 이 시즌에 만취 상태에서 경비원과 경찰관을 폭행한 혐의로 KBO 리그 사상 최초로 무기 실격 처분을 받았다. 이후 9개월만에 사면되어 복귀했으나 불과 3개월만에 음주 파문으로 다시 무기 실격 처분을 받아 불명예 은퇴하게 되었다.
- 마해영은 이 시즌을 끝으로 은퇴했는데, 통산 수비 WAR -16.68로 KBO 리그 역대 최저 기록을 세웠다.
- 롯데 자이언츠는 이 시즌 KBO 리그 역대 단일 시즌 평균 최다 관중 기록을 세웠다.

## 같이 보기
- 2009년 롯데 자이언츠 시즌